# Johann Christoph Rost
Johann Christoph Rost (* 7. April 1717 in Leipzig; † 19. Juni 1765 in Dresden) war ein deutscher Dichter.

## Leben
Rosts gleichnamiger Vater war studierter Theologe und zwischen 1716 und 1739 Küster an der Thomaskirche zu Leipzig, wo Rost aufwuchs und Jura und schöne Künste studierte. In dieser Zeit wurde er stark durch seinen Lehrer Gottsched beeinflusst. Dieser beschaffte ihm 1740 eine Redakteursstelle bei einer Berliner Zeitung.
1742 zog er nach Dresden und arbeitete dort zunächst bei den Dresdnischen Nachrichten von Staats- und gelehrten Sachen, später als Beamter beim Grafen von Brühl. Seine frühere Verehrung Gottscheds wandelte sich zu offener Opposition, die sich unter anderem in dem satirischen Gedicht Das Vorspiel ausdrückt.
1760 wird er zum Obersteuersekretär ernannt.

## Werke
- Schäfererzälungen, 1742 (Digitalisat und Volltext im Deutschen Textarchiv)
- Die gelernte Liebe, 1742
- Das Vorspiel, 1742 online (Ausgabe Bern 1743) – Internet Archive
- Die schöne Nacht, 1754, später unter dem Titel Die Brautnacht
- Der Teufel. An Herrn G., Kunstrichter der Leipziger Schaubühne. Utopien 1755
- Kalliste, veröffentlicht in Taschenbuch für Dichter und Dichterfreunde
- Der versteckte Hamel
- Das Schäferspiel